# Tryon International Equestrian Center
Das Tryon International Equestrian Center (TIEC) ist eine Pferdesportanlage in Tryon, Polk County, North Carolina. Dort können Wettbewerbe in allen FEI-Disziplinen, dem Dressurreiten, Springreiten, Vielseitigkeitsreiten, Reining, Distanzreiten, Voltigieren und Gespannfahren ausgetragen, sowie Poloturniere, Jagden und Jagdrennen durchgeführt werden. Es stehen Einkaufsmöglichkeiten, Restaurants sowie Unterkünfte zur Verfügung.
Das TIEC wurde im Juni 2014 eröffnet. Der Bau kostete rund 100 Millionen US-Dollar. Es befindet sich in der Nähe der Ortschaft Mill Spring und umfasst rund 500 Hektar, 10 Reitplätze, einer davon mit einem Stadion mit 6000 Sitzplätzen. Es gibt feste Ställe für 1000 Pferde und einen Reithallenkomplex. Gemeinsam mit dem Tryon Riding and Hunt Club werden internationale Wettkämpfe veranstaltet. Hier wurden die Weltreiterspiele 2018 durchgeführt.